# Шеніє-Шамтессе
Шеніє-Шамтессе (фр. Chenillé-Champteussé) — муніципалітет у Франції, у регіоні Пеї-де-ла-Луар, департамент Мен і Луара. Шеніє-Шамтессе утворено 1 січня 2016 року шляхом злиття муніципалітетів Шамтессе-сюр-Баконн i Шенільє-Шанже. Адміністративним центром муніципалітету є Шамтессе-сюр-Баконн. Населення — 341 особа (01.01.2021).